# Bark (skala)
Bark (od nazwiska Heinrich Barkhausen) – skala wysokości dźwięku w modelu psychoakustycznym. 1 bark odpowiada 100 melom i obejmuje cały zakres częstotliwości znajdujących się w obszarze jednego z 24 tzw. pasm krytycznych: pasm częstotliwości akustycznych, w których odbiór jednego dźwięku zależy od obecności dźwięku innego.
W celu przekształcenia częstotliwości w liczbę barków {\displaystyle Bark} należy skorzystać ze wzoru (Zwicker i Terhardt, 1980):
{\displaystyle {\text{Bark}}=13\arctan(0{,}00076f)+3{,}5\arctan((f/7500)^{2})}
lub z dobrym przybliżeniem (Traunmüller, 1990):
{\displaystyle {\text{Bark}}=[(26{,}81f)/(1960+f)]-0{,}53\,}
lub w przybliżeniu (Wang et al, 1992):
{\displaystyle {\text{Bark}}=6\sinh ^{-1}(f/600)}
Natomiast szerokość pasma krytycznego (w Hz) można określić ze wzoru:
{\displaystyle \Delta f_{k}=52548/(Bark^{2}-52{,}56*Bark+690{,}39)}